# Allan Botschinsky
Allan Botschinsky (Kopenhagen, 29 maart 1940 – 26 november 2020) was een Deense jazzmuzikant (trompet, bugel), componist, arrangeur en producent.

## Biografie
Botschinsky studeerde van 1953 tot 1955 aan het koninklijk Deens conservatorium en in 1963 aan de Manhattan School of Music. Van 1955 tot 1960 behoorde hij tot het orkest van Ib Glindemann, daarnaast werkte hij met Bent Axen (1959) en Bent Jædig en met in Kopenhagen gevestigde en te gast zijnde muzikanten als Kenny Dorham, Dexter Gordon, Thad Jones, Ben Webster en Oscar Pettiford. Na jaren met de Danish Radio Big Band, waarvan hij sinds 1964 lid was, en tournees met Mal Waldron, het European Trumpet Summit en het European Jazz Ensemble verplaatste hij zijn werkterrein toenemend naar Duitsland en vestigde hij zich in Hamburg, waar hij in 1985 zijn latere echtgenote Marion Kaempfert ontmoette en speelde hij als solist in de bigband Rhythm Combination & Brass van Peter Herbolzheimer.
Met Niels-Henning Ørsted Pedersen vormde hij een duo. Naast het koperblazerskwartet First Brass met Derek Watkins, en Bart en Erik van Lier had hij laat jaren 1980 en 1990 een verdere formatie met muzikanten als George Mraz, Victor Lewis, Lars Danielsson, Charles Fambrough en Jeff Hirshfield, waarmee hij een reeks album inspeelde voor M.A. Music. Dit label werd in 1987 opgericht door Marion Kaempfert (de dochter van Bert Kaempfert) en Botschinsky, die als arrangeur en producent werkzaam was voor het label. Sinds Sentiments (1983) hield Botschinsky zich uitgebreid bezig met composities van werken in klassieke orkest- resp. kamermuziekbezetting. Voor orkesten ontstonden o.a. de werken Dronning Dagmar Patchwork en Turnus. Tot zijn laatste werken behoorde de reeks Colours, werken voor verschillende solo-instrumenten, geïnspireerd uit de verbinding van muziek en kleuren.

## Onderscheidingen
In 1963 werd Botschinsky als Deense jazzmuzikant van het jaar onderscheiden. Voor zijn third stream-compositie Sentiments werd hij in 1983 onderscheiden. De Deense televisie portretteerde zijn werk in 1984 in het programma The Music of Allan Botschinsky. In hetzelfde jaar kreeg hij de Ben Webster Prize.

## Overlijden
Allan Botschinsky overleed in november 2020 op 80-jarige leeftijd.

## Discografie

### Als leader
M.A. Music
- 1986: First Brass met Derek Watkins, Bart van Lier, Erik van Lier
- 1987: Duologue met Niels-Henning Ørsted Pedersen
- 1988: Allan Botschinsky Quintet: The Night met Ove Ingemarsson, Thomas Clausen, Lars Danielsson, Victor Lewis
- 1991: Allan Botschinsky Quartet: Last Summer met Dave Stryker, George Mraz, Victor Lewis
- 1994: I've Got Another Rhythm met Dave Stryker, Charles Fambrough, Jeff Hirshfield

### Als Sideman
- 1959-1961: Bent Axen: Axen (SteepleChase Records)
- 1963: Kenny Dorham: Short Story (SteepleChase Records)
- 1989: European Jazz Ensemble: At The Philharmonie Cologne (MA Music) met Manfred Schoof, Enrico Rava, Philip Catherine, Gerd Dudek, Uschi Brüning, Ali Haurand
- 1975: Dexter Gordon: More Than You Know (SteepleChase Records), Strings And Things
- Peter Herbolzheimers Rhythm Combination & Brass: Bandfire (1981), Fat Man Boogie (1981), Fatman Two: Tribute To Swing (1982), Big Band Bebop (1983), More Bebop (1984; alle Koala Records)
- 1979-1981: Nils Lindberg: Saxes Galore/Brass Galore (Bluebell)
- 1959-1960: Oscar Pettiford: Montmartre Blues (Black Lion)
- 1968-1970: Ben Webster: Masters Of Jazz – Ben Webster (Storyville)
- 1983: Ernie Wilkins Big Band: Montreux (SteepleChase Records)